# Felix Reda
Felix Reda (Bonn, 30 novembre 1986) è un politico tedesco, europarlamentare dal 2014 al 2019 per il Partito Pirata tedesco. Ha adottato pubblicamente il nome Felix nel 2022; prima usava il nome Julia Reda.

## Biografia
Reda si unì all'SPD quando aveva 16 anni. Nel 2009 abbandonò l'SPD per entrare nel Partito Pirata.
Dal 2010 al 2012 ha guidato i Giovani Pirati, la sezione giovanile del Partito. Alla nascita della sezione giovanile del Partito Pirata Europeo nell'agosto 2013, ne assunse la segreteria. Nel 2012, Reda fece pratica con la europarlamentare per il Piratpartiet Amelia Andersdotter. A gennaio 2014, poco prima della conclusione del suo master in scienze politiche e giornalismo presso l'Università Johannes Gutenberg di Magonza, si presentò alle elezioni europee del 2014 al primo posto nella lista federale del Partito Pirata, e ottenne l'elezione al Parlamento europeo.
Fin dall'inizio della legislatura, prese pubblicamente una posizione molto critica nei confronti della proposta di direttiva sul diritto d'autore nel mercato unico digitale.
Dopo l'uscita dal parlamento europeo nel 2019, ha continuato il lavoro a favore di un diritto d'autore più rispettoso dei diritti civili e dell'interesse generale, all'interno di un progetto della Gesellschaft für Freiheitsrechte.